# روفوس بورتر
روفوس بورتر (بالإنجليزية: Rufus Porter)‏ هو رسام أمريكي، ولد في 1 مايو 1792، وتوفي في 13 أغسطس 1884.

## وصلات خارجية
- روفوس بورتر على موقع الموسوعة البريطانية (الإنجليزية)